# Цвітне
Цві́тне — село в Україні, в Олександрівській селищній громаді Кропивницького району Кіровоградської області. Населення становить 1137 осіб. Колишній центр Цвітненської сільської ради. Відстань до центру селищної громади становить близько 23 км і в основному проходить автошляхом Н01.

## Символіка
У червоному щиті горщик срібного кольору, вгорі - три геральдичні срібні троянди.
Горщик символізує факт, що мешканці села займалися гончарним ремеслом. Три троянди відображають красу села та пояснюють його назву (герб є промовистим). Червоний колір означає хоробрість, безстрашність, синій – духовність і вірність, срібло – шляхетність, чистота.

## Історія
Станом на 1885 рік:
- у колишньому державному селі, центрі Цвітненської волості Чигиринського повіту Київської губернії, мешкало 1900 осіб, налічувалось 363 дворових господарства, існували 2 православні церкви, 2 постоялих будинки, 3 лавки, відбувались базари.
- у Цвітненській колонії євреїв-землевласників мешкало 1176 осіб, налічувалось 50 дворових господарства, існували молитовний будинок, 2 постоялих будинки, лавка.

За переписом 1897 року кількість мешканців зросла до 4062 осіб (1987 чоловічої статі та 2075 — жіночої), з яких 3981 — православної віри.
1919–1923 село було одним із осередків Республіки Чорного Лісу.
Під час організованого радянською владою Голодомору 1932—1933 років померло щонайменше 255 жителів села.

## Населення
Згідно з переписом УРСР 1989 року чисельність наявного населення села становила 1473 особи, з яких 582 чоловіки та 891 жінка.
За переписом населення України 2001 року в селі мешкало 1138 осіб.

### Мова
Розподіл населення за рідною мовою за даними перепису 2001 року:
| Мова       | Відсоток |
| ---------- | -------- |
| українська | 96,31 %  |
| російська  | 3,69 %   |

## Уродженці
- Гордова Марина Мукіївна (1924—1992) — майстриня художнього ткацтва та вишивки.
- Гордова Тамара Федорівна (нар. 1948) — українська художниця.
- Гордовий Федір Петрович (1924—1982) — майстер художньої кераміки.
- Дорошко Микола Савович (нар. 1962) — доктор історичних наук, професор, завідувач кафедри міжнародного регіонознавства Інституту міжнародних відносин Київського національного університету імені Тараса Шевченка.
- Койда Агей Маркович (1898—1990) — майстер художньої кераміки.
- Старченко Наталія Петрівна (нар. 1961) — дослідниця історії України середніх віків; доктор історичних наук.